# Philotheca tubiflora
Philotheca tubiflora är en vinruteväxtart som beskrevs av Edward George. Philotheca tubiflora ingår i släktet Philotheca och familjen vinruteväxter. Inga underarter finns listade i Catalogue of Life.